# Gottifredo Spinola
Gottifredo (Goffredo) Spinola (... – 1346 circa) è stato un vescovo cattolico italiano.

## Biografia
Fu arcidiacono della cattedrale di Genova. Venne nominato vescovo di Mantova il 4 novembre 1338.
Sotto il suo episcopato Mantova fu colpita dalla peste e i Visconti ormai prossimi ad occupare la città. Guido Gonzaga, capitano del popolo, fece edificare l'ospedale di Sant'Antonio, a curare il quale furono chiamati da Vienna alcuni monaci dell'ordine di sant'Antonio abate.
Nel 1339 venne nominato da papa Benedetto XII commissario pontificio a Verona, a seguito dell'uccisione nel 1338 del vescovo Bartolomeo della Scala.